# ستيوارت باركر (لاعب كرة قدم)
ستيوارت باركر (بالإنجليزية: Stuart Parker)‏ (16 فبراير 1954 - ) هو لاعب كرة قدم بريطاني في مركز الهجوم. لعب مع بلاكبيرن روفرز ودرودا يونايتد وسبارتا روتردام وستوكبورت كونتي وكيه في ميخيلين ونادي بلاكبول ونادي بوري ونادي تشيسترفيلد ونادي ساوثيند يونايتد ونادي هايد إف سي ونادي تشستر سيتي وTsuen Wan (football club) ‏ ونادي ويتون ألبيون ونورثويتش فيكتوريا ونادي بارو ونادي رانكورن هالتون وIrlam Town F.C. ‏ وSouth Liverpool F.C. ‏.

## وصلات خارجية
- ستيوارت باركر على موقع قاعدة بيانات كرة القدم.إي يو (الإنجليزية)